# Widji Thukul
Widji Thukul (ur. 26 sierpnia 1963 w Surakarcie) – indonezyjski poeta. W swojej twórczości porusza tematy polityczne i często krytykuje rząd indonezyjski oraz uwarunkowania społeczne w kraju. Od 1998 roku pozostaje osobą zaginioną.

## Twórczość
- Puisi Pelo, wydawca: Taman Budaya Surakarta, 1984.
- Darman dan Lain-lain, wydawca: Taman Budaya Surakarta, 1994.
- Mencari Tanah Lapang, wydawca: Manus Amici, 1994.
- Aku Ingin Jadi Peluru, wydawca: IndonesiaTera, Magelang, 2000.